# Stanko Dujmović
fra. Stanko dr. Dujmović (Porat, 1866. – Herceg Novi, 1940.), bio je hrvatski svećenik, franjevac trećoredac, fotograf i poliglot. 

## Životopis
Stanko Dujmović rođen je kao Ivan – Napoleon u Portu na otoku Krku, 1866. godine. Tri razreda niže gimnazije završava u samostanu na Glavotoku. Četvrti razred niže i višu gimnaziju završava u Zadru. Bogoslovno sjemenište također pohađa u Zadru od 1884. do 1888. Zaređen je u samostanu sv. Mihovila u Zadru, 28. listopada 1882. godine kada uzima ime Stanislav (Stanko). Od 1890. do 1893. studira na Papinskom sveučilištu Gregoriana u Rimu, gdje i doktorira 1903. godine. Od 1904. do 1920. godine obavlja dužnost generalnog definitora Reda. Kao povjerenik generalne kurije, od 1907. do 1911. boravi u SAD-u, u malom mjestu Spalding u Nebraski, sa zadatkom organiziranja nove zajednice franjevaca trećoredaca, prve na američkom kontinentu. Tijekom tog boravka osnovao je i Spalding College za obrazovanje mladih svećenika. Tijekom drugog putovanja u SAD, 1913. nekoliko mjeseci djeluje kao župnik u Johnstownu u Pennsylvaniji. 1926. godine ponovo odlazi u SAD i ostaje do 1931. godine sa zadatkom da financijski pomogne provinciji u domovini. Aktivno je sudjelovao u izgradnji i obnovi više crkava i samostana, uključujući i kompleks Provincije na Ksaveru u Zagrebu. Posljednje godine života provodi uglavnom u samostanu u Herceg Novom gdje umire i biva pokopan 1940. godine. 

## Fotografija
Tijekom školovanja u Zadru fra. Stanko se počeo baviti fotografijom gdje je brzo savladao tehniku mokrih kolodijskih ploča, a u izradi portreta dostignuo kvalitetu tadašnjih profesionalnih fotografa. Tijekom boravka u Spaldingu od 1907. do 1911. nastaje serija fotografija veduta, ambijentalnih pojedinačnih i skupnih portreta i žanr-prizora s memoarskim zapisom. Fotografije iz tog razdoblja karakterizira spoj umjerenog piktorijalizma i naturalističke fotografije. Nakon te serije uglavnom se fokusira na izradu portreta i autoportreta gdje uglavnom snima svoju subraću franjevce. U posljednjoj fazi opredjeljuje se za čistu fotografiju gdje stvara niz nepretencioznih portreta malih formata koje krasi neposredan pristup i jednostavnost.